# Ella y los veteranos
Ella y los veteranos es una película española de comedia estrenada en 1961, dirigida por Ramón Torrado y protagonizada en el papel principal por María Luz Galicia.

## Sinopsis
Cuatro ancianos, que han sobrevivido a todos sus familiares, viven juntos en una pensión y asistidos por una sirvienta, con cuyo hijo pequeño juegan a menudo. Pese a sus diferentes ideas políticas -lucharon como enemigos en frentes opuestos (carlistas y liberales)-, han logrado aguantarse a lo largo de los años, sin olvidar las viejas disputas de su juventud. Esta aparente armonía se rompe con la llegada de Ana María, la sobrina de Don Joaquín, que los conquistará con su alegría y buen carácter.

## Reparto
- María Luz Galicia como	Ana María
- Javier Armet como Gustavo de la Cruz
- Jesús Tordesillas como Joaquín Aguirre
- Juan Calvo como Faustino
- Joaquín Roa como Félix
- José Álvarez "Lepe" como Ramón
- Xan das Bolas como	Dueño caseta de tiro
- Rosario Royo como	Ángeles
- Juan Cazalilla como Don Florián
- Francisco Bernal como Lechero
- Antonio Giménez Escribano como	Coronel
- Mario Morales como Jaime
- Paquito Cano como Cartero